# Jean-Serge Brisson
Pour les articles homonymes, voir Brisson.
Jean-Serge Brisson, né le 28 juin 1954, est un technicien en radiateur, militant politique, défenseur de la réforme fiscale, homme politique et auteur canadien. Il est chef du Parti libertarien du Canada de 1999 à 2008 connu pour son opposition dans les années 1990 à ce que les entreprises soient obligées de percevoir la taxe de vente provinciale (TVP) sans être rémunérées.

## Biographie

### Jeunesse
Né à la campagne près du village d'Embrun, en Ontario, un petit village à l'est d'Ottawa, il grandit dans une ferme laitière.
Il décrit ses premières expériences avec les emplois et les patrons comme l'ayant dissuadé de travailler pour un patron, préférant plutôt créer sa propre entreprise et être son propre patron. 
Il fait d'abord son apprentissage comme technicien de radiateurs et, en 1974, il ouvre sa propre entreprise à Embrun, Independent Radiator Co.

## Vie politique

### Candidat libertarien
Brisson est candidat pour le Parti libertarien du Canada et le Parti libertarien de l'Ontario dans les deux circonscriptions ceux de Glengarry—Prescott—Russell et Ottawa-Sud. Il n’a jamais été élu au provincial et au fédéral.
En 2004, bien qu’il soit le chef du Parti libertarien et qu'il ne peut pas se présenté aux élections fédérales en raison de son fonction du conseiller municipal de la municipalité ontarienne de Russell dans l'est de l'Ontario.

### Chef du Parti libertarien du Canada
Il a été élu chef du parti en 1999 jusqu’il reste en fonction, c’était le dimanche 18 mai 2008. M. Brisson s’attribue le mérite d’avoir organisé le parti pour qu’il puisse se réinscrire en tant que parti officiel auprès d’Élections Canada et d’avoir présenté plus de candidats.

### Conseiller municipal
Après trois tentatives infructueuses (dont un échec de justesse en 2000), il a été élu au conseiller municipal de la Municipalité de Russell en novembre 2003 avec 1 639 votes.
Pour son rôle du conseiller municipal, il s’opposa à la loi municipale qui exigeait que tous les employés du gouvernement local maitrisent le français et l’anglais.
Il n’a pas réussi de se faire réélire lors des élections municipales ontarienne de 2006 (en).
Lors des élections municipales du lundi 25 octobre 2010, il s’est présenté sans succès pour la dernière fois aux élections municipales. Avec 1 045 voix, il s’est classé neuvième sur les neuf candidats en lice pour les quatre ensembles de conseils.

### Opposition à la collecte de la TVP
Au début des années 1990, il refuse à plusieurs reprises de continuer à percevoir la taxe de vente provinciale (TVP), en proposant au premier ministre néo-démocrate de l’Ontario Bob Rae du Nouveau Parti démocratique, selon laquelle la perception des économies aux petites entreprises qui consiste au gouvernement comme l’esclavage. De plus, les progressistes-conservateurs de Brian Mulroney ont introduit la taxe sur les produits et les ventes (TPS) au Canada pour remplacer la taxe de vente sur le secteur manufacturier.
M. Brisson soutient que les clients devraient eux-mêmes envoyer leurs impôts au gouvernement de l’Ontario, que le gouvernement de l’Ontario exige toutes les entreprises facturent la taxe de vente lorsqu’un client achète un bien ou un service depuis 1961, puis envoient cet argent au gouvernement.
M. Brisson a déclaré qu’il n’avait jamais accepté d’être embauché comme percepteur d’impôts pour le gouvernement provincial, mais s’il devait faire leur travail, il s’attendait à être payé tant que les autres percepteurs d’impôts provinciaux, à l’époque, le tarif de l’atelier de M. Brisson était d’environ 30 $ l’heure.
Cependant, le gouvernement n’a pas voulu payer les entreprises pour les responsabilités supplémentaires qui leur incombaient, ce qui, selon M. Brisson, constituait une forme d’esclavage.
Jean-Serge Brisson a documenté son expérience pour  son livre de politique anglophone intitulé Tea Party of One: All Governments Invited.
En 1994, il prétend avoir cessé de produire des déclarations de revenus.

## Résultats des élections fédérales et provinciales de l'Ontario
- Élections fédérales canadiennes de 1988, Glengarry—Prescott—Russell, 335 votes (candidat élu : Don Boudria, Libéral)
- Élections générales ontariennes de 1990, Prescott et Russell (en), 618 votes (candidat élu : Jean Poirier, Libéral)
- Élections fédérales canadiennes de 1993, Glengarry—Prescott—Russell, 244 votes (candidat élu : Don Boudria, Libéral)
- Élections générales ontariennes de 1995, Prescott et Russell (en), 626 votes (candidat élu : Jean-Marc Lalonde, Libéral)
- Élections générales ontariennes de 2007, Ottawa-Sud, 384 votes (candidat élu : Dalton McGuinty, Libéral)
- Élections fédérales canadiennes de 2008, Ottawa-Sud, 244 votes (candidat élu : David McGuinty, Libéral)
- Élections fédérales canadiennes de 2011, Glengarry—Prescott—Russell, 194 votes (candidat élu : Pierre Lemieux, Conservateur)
- Élections générales ontariennes de 2011, Ottawa-Sud, 252 votes (candidat élu : Dalton McGuinty, Libéral)
- Élections partielles ontariennes de 2013, Ottawa-Sud, 208 votes (candidat élu : John Fraser, Libéral)
- Élections générales ontariennes de 2014, Ottawa-Sud, 273 votes (candidat élu : John Fraser, Libéral)
- Élections fédérales canadiennes de 2015, Glengarry—Prescott—Russell, 377 votes (candidat élu : Francis Drouin, Libéral)
- Élections générales ontariennes de 2018, Carleton, 386 votes (candidate élue : Goldie Ghamari (en), Progressiste-Conservateur)
- Élections partielles ontariennes de 2020, Orléans, 177 votes (candidat élu : Stephen Blais, Libéral)[4],[5]

## Résultat électoraux au conseil municipal de Russell en 2010
| Place | Candidats            | Vote | %  |
| ----- | -------------------- | ---- | -- |
| 1.    | Érik Bazinet         | 2634 | 15 |
| 2.    | Pierre Leroux        | 2547 | 14 |
| 3.    | Craig Cullen         | 2322 | 13 |
| 4.    | Jamie Laurin         | 2305 | 13 |
| 5.    | Jim Cooper           | 2242 | 13 |
| 6.    | Donald Saint-Pierre  | 1749 | 10 |
| 7.    | Raymond Saint-Pierre | 1278 | 7  |
| 8.    | Jacques Aubé         | 1107 | 6  |
| 9.    | Jean-Serge Brisson   | 1045 | 6  |

## Vie personnelle

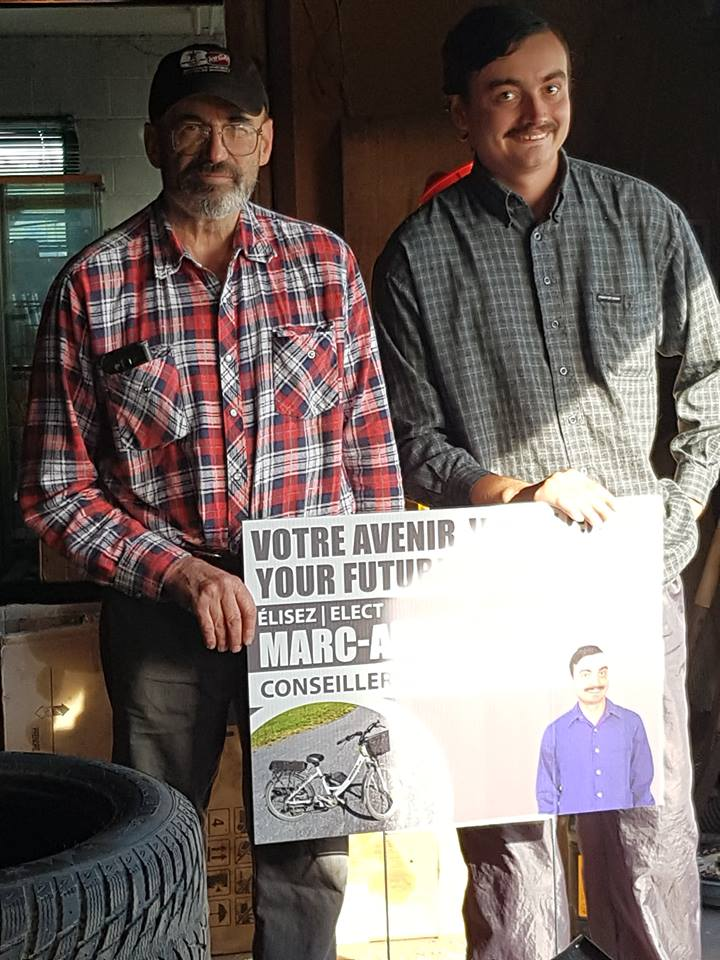
Jean-Serge Brisson en compagnie de son neveu Marc-Antoine Gagnier avec sa pancarte pour son appui lors de sa campagne électorale municipale en 2018.

Il est un francophone et un défenseur aux droits des francophones,. En 2012, son atelier de réparation pour les radiateurs a été critiqué concernant une affiche uniquement ses services répertoriés en français.
Il est l’oncle de Marc-Antoine Gagnier, également connu un grand auteur, un animateur de radio et qui a été auparavant un candidat en politique à trois reprises,.